# Сомервіль-коледж (Оксфорд)
Сомервіль коледж (Somerville College) — один з коледжів Оксфордського університету. Заснований в 1879 році як перший жіночий коледж в Оксфорді, з 1992 року — для чоловіків. Сомервіль коледж має найбільшу бібліотеку в Оксфорді і відмінну репутацію серед коледжів, високий рівень задоволеності студентства і є дуже ліберальним. Коледж відіграв дуже важливу[яку?] роль у фемінізмі.
Майже 50 фелло (тьютори, професори, старша адміністрація) і майже 600 учениць та учнів, з яких майже 100 післядипломних.
Коледж отримав назву на честь Мері Сомервілль. У 1925 році коледж був зареєстрований на підставі королівської хартії.
Тут навчалися Маргарет Тетчер, Індіра Ганді, Дороті Кроуфут Годжкін, Айріс Мердок, Марджорі Бултон, Антонія Баєтт, Пенелопа Фіцджеральд, Ширлі Вільямс, Кетлін Кеньйон, Емма Кіркбі, Алісон Бейлс, Едіт Джой Сковелл, Люсі Марія Бостон.